# John Jacob Astor I
John Jacob Astor I, nato Johann Jakob o Johann Jacob (Walldorf, 17 luglio 1763 – New York, 29 marzo 1848), è stato un imprenditore statunitense.
Era un importante componente della famiglia Astor. Fece la sua fortuna principalmente in un monopolio del commercio delle pellicce, contrabbandando oppio in Cina, e investendo in immobili a New York o nei dintorni. È noto per essere il primo uomo d'affari multimilionario degli Stati Uniti. Fondò la città di Astoria (Oregon), sul fiume Columbia.
Astor faceva parte dei Massoni e servì come Master of Holland Lodge #8, New York City nel 1788. In seguito servì come Gran Tesoriere per la Gran Loggia di New York. Fu presidente della Società tedesca della città di New York (1837-1841).

## Biografia
Johann Jakob Astor nacque a Walldorf, una città vicino a Heidelberg. Era il figlio più giovane di Johann Jacob Astor, e di sua moglie, Maria Magdalena vom Berg. Nella sua infanzia, Johann ha lavorato nella macelleria di suo padre e come venditore di latticini. Nel 1779, all'età di 16 anni, si trasferì a Londra per unirsi a suo fratello George per lavorare per suo zio, che produceva pianoforti e flauti, Astor & Broadwood. Mentre era lì, imparò l'inglese e ha anglicizzato il suo nome in John Jacob Astor.

## Carriera

### Migrazione negli Stati Uniti
Nel 1783 o nel marzo 1784, Astor emigrò a New York, subito dopo la fine della guerra rivoluzionaria. Lì, ha affittato una stanza da Sarah Cox Todd, una vedova, e iniziò un flirt con la figlia della sua padrona di casa, anche lei di nome Sarah Cox Todd. La giovane coppia si sposò nel 1785. Il suo intento era quello di unirsi a suo fratello Henry, che aveva aperto una macelleria a New York.
Tuttavia, un incontro casuale con un commerciante di pellicce durante il suo viaggio lo aveva ispirato a unirsi in quel settore. Dopo aver lavorato per un po' nel negozio di suo cognato, Astor iniziò ad acquistare pelli grezze dai nativi americani, le preparava lui stesso e le rivendeva a Londra e altrove con grande profitto. Aprì il suo negozio di articoli di pelletteria a New York alla fine del 1780 e ha anche lavorato come rappresentante dell'attività di strumenti musicali di suo zio. Dopo la scoperta dell'oro nell'ovest, Astor cercò di fare buoni affari anche in quella parte del paese.

### Commercio delle pellicce
Astor approfittò del Trattato di Jay del 1794 tra la Gran Bretagna e gli Stati Uniti, che aprì nuovi mercati in Canada e nella regione dei Grandi Laghi. A Londra, Astor stipulò subito un contratto con la North West Company, che da Montréal rivaleggiava con gli interessi commerciali della Hudson's Bay Company, allora con sede a Londra.
Astor importava pellicce da Montréal a New York e le spediva in Europa. Nel 1800 aveva accumulato quasi un quarto di milione di dollari (l'equivalente di sei milioni di dollari nel 2020) ed era diventato una delle figure di spicco nel commercio delle pellicce. I suoi agenti lavoravano in tutte le aree occidentali. Nel 1800 Astor commerciò pellicce, tè e legno di sandalo con la Cina, e ne trasse grande beneficio.
L'Embargo Act del 1807, tuttavia, interruppe l'attività di import/export di Astor perché chiuse il commercio con il Canada. Con il permesso del presidente Thomas Jefferson, Astor fondò l'American Fur Company il 6 aprile 1808. In seguito formò delle filiali: la Pacific Fur Company e la Southwest Fur Company (in cui i canadesi avevano una parte), al fine di controllare il commercio delle pellicce nelle aree dei Grandi Laghi e nella regione del fiume Columbia. Il suo avamposto commerciale sul fiume Columbia a Fort Astoria (fondato nell'aprile 1811) fu la prima comunità degli Stati Uniti sulla costa del Pacifico.
Le imprese commerciali delle pellicce di Astor furono interrotte durante la guerra del 1812, quando gli inglesi conquistarono le sue postazioni commerciali. Nel 1816 si unì al contrabbando di oppio. La sua American Fur Company acquistò dieci tonnellate di oppio prodotto dagli ottomani e spedì il contrabbando a Canton. Astor, in seguito, lasciò il commercio cinese dell'oppio e vendette l'oppio esclusivamente in Gran Bretagna.
Gli affari di Astor ripresero nel 1817 dopo che il Congresso degli Stati Uniti approvò una legge protezionista che vietava ai commercianti di pellicce stranieri di entrare nei territori degli Stati Uniti. L'American Fur Company arrivò a dominare il commercio nell'area intorno ai Grandi Laghi.
Nel 1822, Astor fondò la Robert Stuart House sull'isola di Mackinac nel Michigan come quartier generale della riorganizzata American Fur Company, rendendo l'isola una metropoli del commercio delle pellicce. I collegamenti commerciali di Astor si estendevano su tutto il globo e le sue navi si trovavano in tutti i mari.

### Impero immobiliare
Astor iniziò ad acquistare terreni a New York nel 1799 e acquisì considerevoli proprietà lungo il lungomare. Dopo l'inizio del XIX secolo, in linea con i profitti commerciali della Cina, divenne più sistematico, ambizioso e calcolatore investendo nel settore immobiliare di New York. Nel 1803 acquistò una fattoria di 70 acri sulla quale costruì l'Astor Mansion a Hellgate. La proprietà correva a ovest di Broadway fino al fiume Hudson tra la 42ª e la 46ª strada. Nello stesso anno, e l'anno successivo, acquistò notevoli partecipazioni da Aaron Burr.
Nel 1830, Astor prevedeva che il prossimo grande boom sarebbe stato l'espansione di New York, che presto sarebbe emersa come una delle più grandi città del mondo. Venduti i suoi interessi nell'American Fur Company, così come tutte le sue altre iniziative, usò i soldi per acquistare e incrementare le proprietà immobiliari di Manhattan. Astor predisse correttamente la rapida crescita della città verso nord sull'isola di Manhattan, e acquistò sempre più terreni oltre i confini della città allora esistente. Raramente Astor costruiva sulla sua terra, ma la affittava ad altri. Dopo essersi ritirato dalla sua attività, Astor trascorse il resto della sua vita come mecenate della cultura. Ha sostenuto l'ornitologo John James Audubon nei suoi studi, opere d'arte e viaggi, e la campagna presidenziale di Henry Clay, statista del Kentucky.

## Matrimonio
Sposò, il 19 settembre 1785, Sarah Cox Todd (9 aprile 1762–3 agosto 1842), figlia di Adam Todd e Sarah Cox. Sebbene gli portasse una dote di soli $ 300, possedeva una mente frugale e un buon fiuto per gli affari che lui dichiarò migliore di quello della maggior parte dei mercanti. Lo assisteva nei dettagli pratici della sua attività, e gestiva gli affari di Astor quando era lontano da New York. Ebbero otto figli:
- Maddalena Astor (1788–1832)
- Sarah Todd Astor (nata morta nel 1790)
- John Jacob Astor Jr. (1791–1869)
- William Backhouse Astor, Sr. (1792–1875)
- Dorothea Astor (1795–1874)
- Henry Astor II (1797–1799)
- Eliza Astor (1801-1838), sposò Vincent Rumpff
- Figlio senza nome (1802-morì pochi giorni dopo la nascita)

## Eredità
Al momento della sua morte nel 1848, Astor era la persona più ricca degli Stati Uniti, lasciando un patrimonio di $ 20 milioni, o lo 0,9% del PIL statunitense dell'epoca, che sarebbe di circa $ 210 miliardi in equivalente nel 2020. Il suo patrimonio netto stimato sarebbe stato equivalente a circa $ 649,5 milioni in dollari statunitensi del 2021.
Nel suo testamento, Astor lasciò in eredità $ 400.000 per costruire la Biblioteca Astor per il pubblico di New York, che fu poi consolidata con altre biblioteche per formare la Biblioteca Pubblica di New York. Ha anche lasciato $ 50.000 per un ospizio per poveri e un orfanotrofio nella sua città natale tedesca di Walldorf. L'Astorhaus è ora gestito come un museo in onore di Astor. Donò $ 20.000 alla Società tedesca della città di New York, durante il suo mandato di presidente.
Astor lasciò la maggior parte della sua fortuna al suo secondogenito William, perché il figlio maggiore, John Jr., era malaticcio e mentalmente instabile. Lasciò abbastanza soldi per prendersi cura di John Jr. per il resto della sua vita. Astor è sepolto nel Trinity Church Cemetery di Manhattan, New York.
Suo figlio William Backhouse continuò l'attività immobiliare a New York sovvenzionando la biblioteca cittadina e il Metropolitan Museum of Art.
La città costiera di Astoria, nell'Oregon, prende il nome da Astor.